# Sexy Sadie
"Sexy Sadie" is een nummer van The Beatles van hun gelijknamige album The Beatles. Het nummer is geschreven door John Lennon in India en toegeschreven aan Lennon-McCartney.

## Achtergrond
Lennon wilde het nummer oorspronkelijk "Maharishi" noemen, maar veranderde de naam naar "Sexy Sadie" op verzoek van George Harrison. Lennon was gedesillusioneerd nadat Maharishi Mahesh Yogi naar verluidt seksuele toenadering gezocht had bij Mia Farrow, een van de vrouwelijke leden die een les in zijn ashram bijwoonde. (Harrison, Paul McCartney en Cynthia Lennon zeiden later dat ze dachten dat het verhaal, afkomstig van Alexis Mardas, bedacht was.)

## Bezetting
- John Lennon - leadzang en samenzang, slaggitaar, hammondorgel
- George Harrison - leadgitaar, achtergrondzang
- Paul McCartney - Lesliepiano, basgitaar, achtergrondzang
- Ringo Starr - drums, tamboerijn